# مكان وحيد للموت
مكان وحيد للموت (بالإنجليزية: A Lonely Place to Die)‏ هو فيلم أكشن إثارة بريطاني إنتاج عام 2011، الفيلم من إخراج جوليان جيلبي وبطولة ميليسا جورج، إد سبيليرز، كاريل رودن، إيمون ووكر وشون هاريس.

## نبذة
تدور الأحداث حول مجموعة من خمسة من متسلقي الجبال، قاموا بنزهة لتسلق المرتفعات الإسكتلندية، وأثناء ذلك يكتشفون وجود فتاة صربية صغيرة مدفونة في غرفة صغيرة في البرية، ليصبحوا بعد ذلك محاصرين في لعبة مرعبة مع الخاطفين، حينما حاولت هذه المجموعة أخذ الفتاة ونقلها لمكان آمن.